# Sematophyllum cataractae
Sematophyllum cataractae är en bladmossart som beskrevs av William Russell Buck 1983. Sematophyllum cataractae ingår i släktet Sematophyllum och familjen Sematophyllaceae. Inga underarter finns listade i Catalogue of Life.